# 地聲
地聲，又稱地鳴，是地震發生時，一小部分地震波能量傳入空氣變成聲波而形成的聲音，和地光一樣是地震的徵兆，往往發生在地震前的幾秒、幾分鐘或幾小時、甚至幾天内，在震中區或近震中的範圍内能普遍聽到。在基岩露出地表和表土層很薄的靠山地區，容易聽到地聲。聽到地聲的時間一般在感到地面振動之前，也有的在感到地面振動之後。文獻中記載人耳聽到的地聲，有的似雷聲、炮聲、撕布聲、拖拉機聲、風聲、哭聲等但有些時候地聲不是每個人都能聽到的。儀器記錄的地聲大多出現在震前數分鐘至數小時內。 
實驗表明，在應力達到岩石破裂強度的一半時，聲發射信號顯著增加，當微破裂進一步發展時，聲發射頻率由高頻向低頻變化，因而有可能被儀器和人耳接收。由於地聲多在臨震前出現，有可能對臨震預報和自救有意義。